# Physiphora obscura
Physiphora obscura är en tvåvingeart som först beskrevs av Friedrich Georg Hendel 1913.  Physiphora obscura ingår i släktet Physiphora och familjen fläckflugor. Inga underarter finns listade i Catalogue of Life.